# باشگاه ورزشی اسپرانس تونس
باشگاه ورزشی اسپرانس تونس (به عربی: الترجی الریاضی) یک باشگاه فوتبال در کشور تونس است.
این باشگاه که در سال ۱۹۱۹ میلادی تأسیس شده‌است در شهر تونس قرار دارد، سابقه ۳۳ قهرمانی در لیگ دسته اول فوتبال تونس و ۱۵ قهرمانی در جام حذفی فوتبال تونس، ۶ قهرمانی در سوپر جام تونس، ۴ قهرمانی در لیگ قهرمانان آفریقا، ۱ قهرمانی در جام برندگان جام آفریقا، ۱ قهرمانی در جام آفریقا، ۱ قهرمانی در سوپر جام آفریقا، ۳ قهرمانی در جام قهرمانان باشگاه‌های عربی را در کارنامه دارد.